# Lappträsk (Haparanda)
Lappträsk (Fins: Lapinjärvi) is een dorp binnen de Zweedse gemeente Haparanda. Lappträsk ligt aan de Zweedse weg 398. Het dorp ligt aan het Lappträsket; het station ligt 2 kilometer naar het noordoosten. Aan de zuidpunt van het meer 3 kilometer zuidwaarts ligt dan nog een dorp Lappträsk By genaamd. Het station uit 1915 aan de in 1992 opgeheven Haparandabaan is sindsdien buiten gebruik. Er zijn plannen om de opgeheven spoorlijn nieuw leven in te blazen; onbekend is of er dan weer personenverkeer op de lijn plaatsvindt.

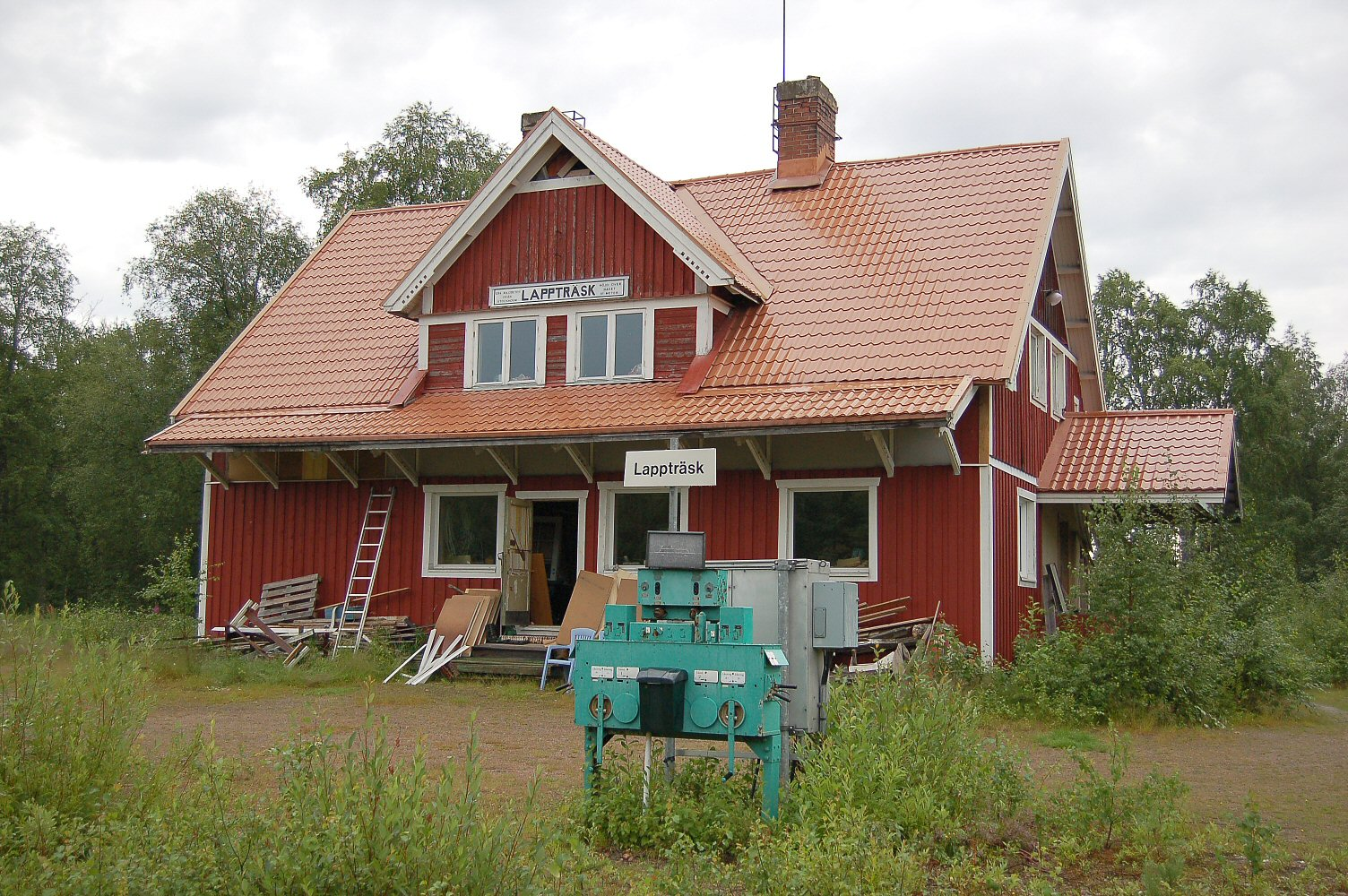
Station; buiten dienst

Alatalo · Barsk · Haparanda · Kangas · Kankaanranta · Karungi · Kattilasaari · Keräsjänkkä · Keräsjoki · Korpikylä · Korva · Kukkola · Lappträsk · Marielund · Mattila · Nikkala · Parviainen · Purra · Salmis · Seskarö · Säivis · Vojakkala · Vuono · Vittikko